# Beaver Creek (Yukon)
Pour les articles homonymes, voir Beaver Creek et Beaver.
Beaver Creek est une municipalité du Yukon au Canada située près de la frontière de l'Alaska. Au recensement de 2006, on y a dénombré une population de 112 habitants. Située sur la route de l'Alaska, partie intégrante de la route panaméricaine, c'est la localité la plus à l'ouest du Canada.
Le poste frontalier de Alcan–Beaver Creek est situé à proximité de la localité et l'Agence des services frontaliers du Canada est par conséquent l'un des employeurs les plus importants de la municipalité. L'aéroport de Beaver Creek dessert également la municipalité.
La municipalité constitue le siège de la Première Nation de White River, qui abrite des membres des peuples tanana et tutchone du Nord en majeure partie et tutchone du Sud.

## Démographie
| 2001 | 2006 | 2011 | 2016 |
| ---- | ---- | ---- | ---- |
| 88   | 112  | 103  | 93   |

## Climat
| Mois                                  | jan.     | fév.     | mars     | avril    | mai        | juin      | jui.      | août      | sep.      | oct.       | nov.       | déc.       | année     |
| ------------------------------------- | -------- | -------- | -------- | -------- | ---------- | --------- | --------- | --------- | --------- | ---------- | ---------- | ---------- | --------- |
| Température minimale moyenne (°C)     | −30      | −26,7    | −21,1    | −8,7     | −0,2       | 5,6       | 7,8       | 4,7       | −1,7      | −11,5      | −23,9      | −28,3      | −11,2     |
| Température moyenne (°C)              | −25,2    | −19,9    | −12,3    | −1,3     | 6,6        | 12,4      | 14,1      | 11,3      | 4,6       | −6,2       | −19        | −23,6      | −4,9      |
| Température maximale moyenne (°C)     | −20,4    | −13,1    | −5,5     | 6,2      | 13,4       | 19,1      | 20,3      | 17,9      | 10,9      | −0,9       | −14,2      | −19        | 1,4       |
| Record de froid (°C) date du record   | −55 1971 | −52 1982 | −48 1982 | −35 1986 | −13,5 2002 | −7 1982   | −2 1981   | −6,7 1969 | −26 1983  | −37,2 1975 | −46,5 1989 | −52,8 1975 | −55 1971  |
| Record de chaleur (°C) date du record | 4 1991   | 7 2000   | 10 1981  | 22 2003  | 29 1983    | 32,8 1969 | 31,5 1998 | 31,1 1976 | 26,5 1982 | 20,5 2003  | 7,8 1976   | 14 1999    | 32,8 1969 |
| Précipitations (mm)                   | 13,9     | 13,9     | 12,9     | 8,8      | 39,7       | 72        | 101,3     | 57,1      | 36,9      | 28,1       | 19,2       | 13,5       | 417,3     |
| dont neige (cm)                       | 13,9     | 13,9     | 12,9     | 7,5      | 4,1        | 0         | 0         | 0,4       | 9,1       | 24,1       | 19,2       | 12,8       | 117,9     |
| Nombre de jours avec précipitations   | 6,2      | 5,1      | 4,9      | 3        | 9,6        | 13,7      | 17,5      | 13,2      | 9,7       | 9,7        | 8,1        | 5,7        | 106,4     |
| Nombre de jours avec neige            | 6,2      | 5,1      | 4,9      | 2,5      | 1,2        | 0         | 0         | 0,1       | 1,9       | 8,2        | 8,1        | 5,7        | 43,9      |

| Diagramme climatique                                  |                |               |            |              |           |              |             |              |               |                |              |
| J                                                     | F              | M             | A          | M            | J         | J            | A           | S            | O             | N              | D            |
| −20,4−3013,9                                          | −13,1−26,713,9 | −5,5−21,112,9 | 6,2−8,78,8 | 13,4−0,239,7 | 19,15,672 | 20,37,8101,3 | 17,94,757,1 | 10,9−1,736,9 | −0,9−11,528,1 | −14,2−23,919,2 | −19−28,313,5 |
| Moyennes : • Temp. maxi et mini °C • Précipitation mm |                |               |            |              |           |              |             |              |               |                |              |

## Galerie

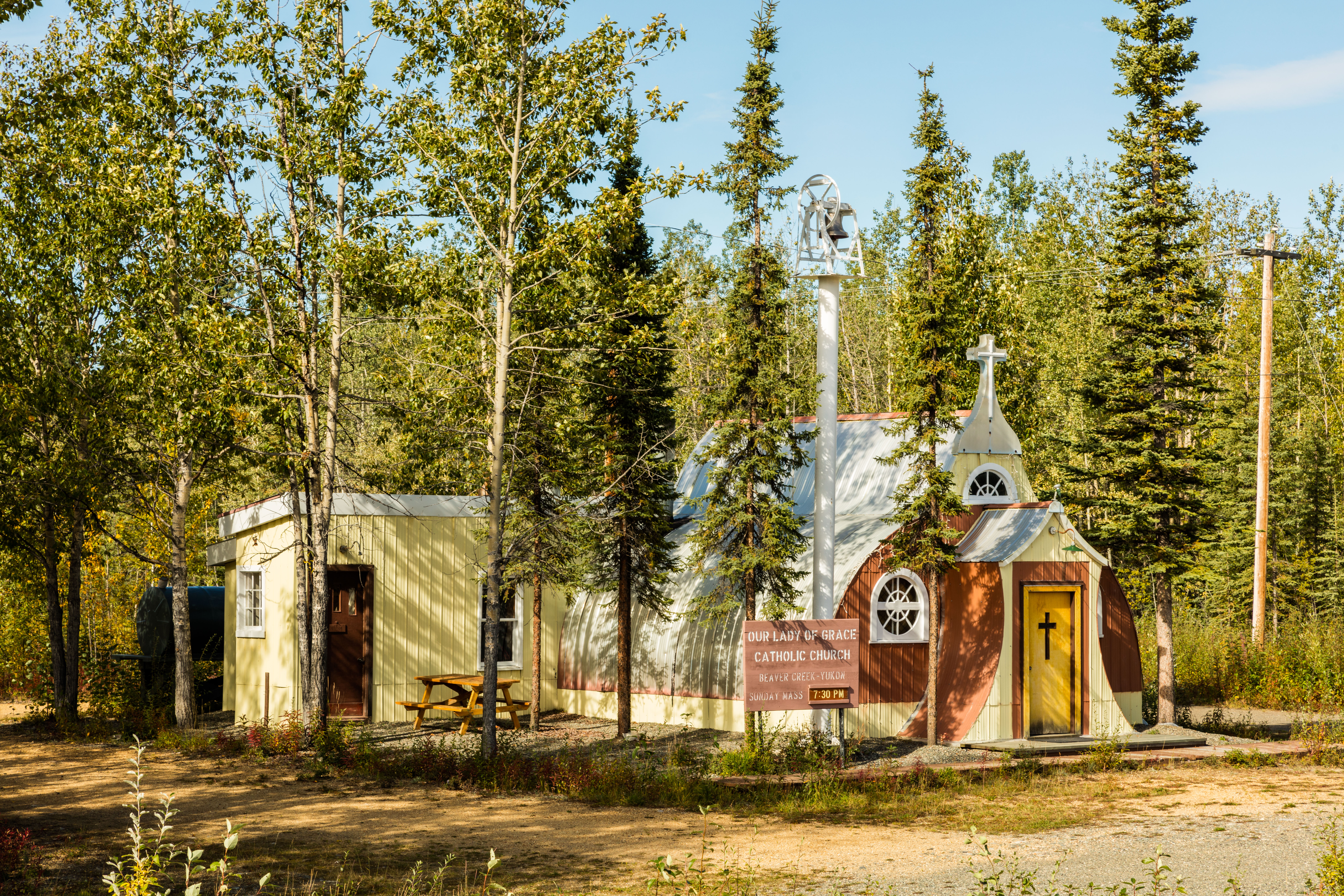
Église Notre-Dame de Grâce.
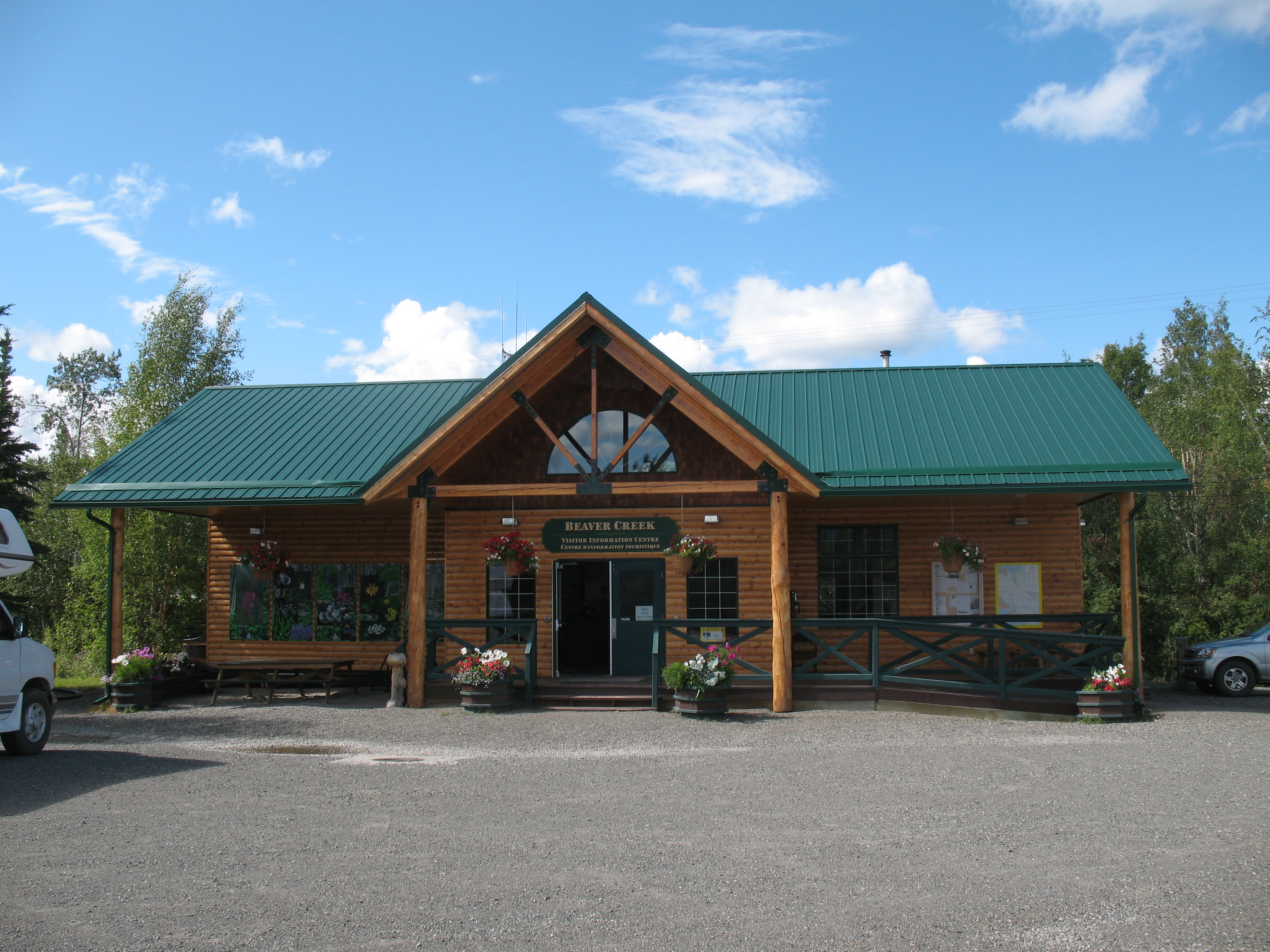
Centre d'information aux visiteurs de Beaver Creek.